# 盘足蝠
盘足蝠（学名：Eudiscopus denticulus）也称胼足蝠，一种分布于越南、老挝、泰国、缅甸及中国云南等地区的蝙蝠，是蝙蝠科单型属胼足蝠属中唯一的一种。

## 形态特征
盘足蝠皮毛柔软，背部呈红棕色。足底具有一个明显的圆形吸盘。